# 台中市公車300路
台中市公車300路為行駛臺中車站到靜宜大學之間的公車路線，由原臺中市快捷巴士藍線車輛與路線改制而成。由臺中客運、統聯客運、巨業交通聯合營運，為台中市公車第四條共營路線。全線行駛於臺灣大道的公車專用道，路線經過多個學區、商圈、交通轉運站以及政府機關，為台中重要市公車路線之一。2022年7月1日配合幹線公車通車，轉型為臺灣大道幹線。

## 歷史
- 2014年7月27日：台中快捷巴士藍線通車[1]。
- 2015年3月23日：台中市政府BRT體檢小組提出體檢報告，台中市長林佳龍裁定中止臺中市快捷巴士計畫[2]，BRT藍線將改為臺中市公車300路。
- 2015年7月8日：台中市快捷巴士藍線改制為臺中市公車300路[3]。
- 2016年10月29日：配合臺中鐵路高架化第二階段工程，將優化公車臺中火車站臨時站(前台中快捷巴士A-01站)站體拆除，因此調整行駛動線。原直接於臺中火車站前迴轉進入車站，變更為「臺灣大道→建國路→雙十路→自由路→臺灣大道」，調整後暫時將原「臺中火車站」、「第一廣場」（靜宜大學方向站位）、「彰化銀行（臺灣大道）」（靜宜大學方向站位）裁撤，調整行駛動線區間不設置任何站位，工程期間起訖站改至第一廣場對面的站牌 單邊上下車[4] [5]，直至臺中車站站體與周邊交通調整工程全數完工後再做調整。
- 2018年10月11日：進駐「台中車站轉運中心」A月台。
- 2019年1月1日：「臺中火車站」站名更改為「臺中車站」。
- 2022年3月7日：科博館站公車專用道候車亭認養計畫開始施工。
- 2022年7月1日：配合幹線公車通車，轉型為300路臺灣大道幹線「臺中車站-市政府-靜宜大學」，尖峰時段10分鐘一班，離峰時段15分鐘一班，全線配置綠能低底盤公車。
- 2024年9月27日：因巨業交通305路死亡事故，市政府自9月28日起暫停巨業交通暫停行駛300路三個月，並交由台中客運和統聯客運專責營運。
- 2025年1月1日：巨業交通恢復行駛300路。

## 路線基本資料
全程行車里數約17.3公里，全程行車時間約1小時10分。往靜宜大學共27站，往臺中車站共27站，全程票價43元。

### 收費
依里程計費，市民10公里免費

### 停站
參見右側站牌及下方路線圖，綠色路段為行駛優化公車專用道。
- 設有公車專用道的候車站各站皆停，其餘站位皆需上車招手攔車、下車按鈴才停靠；往臺中車站方向的「仁愛醫院」站牌（單邊未在公車專用道上）亦需招手攔車、下車按鈴。
- 參見右側站牌路線圖[7]。